# Mark Henry
Mark Jerrold Henry (12. června 1971) je americký bývalý powerlifter, olympijský vzpěrač, strongman a profesionální zápasník. Pracuje v All Elite Wrestling (AEW) jako komentátor, analytik, trenér a hledač talentů. Přes 25 let pracoval ve společnosti WWE.
Zúčastnil se dvou olympiád (1992 a 1996). Má zlatou, stříbrnou a bronzovou medaili z Panamerických her v roce 1995. Jako powerlifter byl mistrem světa WDFPF (1995) a dvojnásobným národním šampionem USA (1995 a 1997), držel americký rekord v mrtvém tahu. V současné době je stále držitelem světových rekordů WDFPF ve dřepu a mrtvém tahu.
V roce 2002 vyhrál soutěž strongmanů Arnold Strongman Classic.
Od vstupu v roce 1996 do World Wrestling Federation (nyní WWE) se stal jednou WWF European šampionem a dvojnásobným mistrem světa, v roce 2008 získal i ECW Championship a v roce 2011 World Heavyweight Championship. Při výhře ECW Championship a stal se teprve čtvrtým černochem, co tento titul držel (další jsou The Rock, Booker T a Bobby Lashley).
V dubnu 2018 byl uveden do WWE Hall of Fame.

## Osobní život
Má staršího bratra Pata. S manželkou Janou, synem Jacobem a dcerou Joannou žije v Austinu v Texasu. Má fretku jménem Pipe. Jezdí v autě značky Hummer, který vyhrál v roce 2002 na Arnold Strongman Classic. Dne 10. září 2012 při pohřbu nesl rakev herci Michaelu Clarku Duncanovi.

## Filmografie
| Rok  | Název                                       | Role       |
| ---- | ------------------------------------------- | ---------- |
| 2010 | MacGruber                                   | Tut Beemer |
| 2014 | Pár nenormálních aktivit 2                  | Vězen      |
| 2015 | The Flintstones & WWE: Stone Age SmackDown! | Sám sebe   |
| 2016 | Incarnate                                   | Silák      |